# Khu bảo tồn thiên nhiên Putorana
Khu bảo tồn thiên nhiên quốc gia Putorana (tiếng Nga: Путоранский заповедник) hay còn được gọi là Putoransky là một khu bảo tồn thiên nhiên nằm ở phía tây bắc cao nguyên Trung Siberia, phía nam Bán đảo Taymyr, nằm cách Vòng Bắc Cực khoảng 100 km về phía bắc, thuộc vùng Krasnoyarsk, Liên bang Nga. Được thành lập vào năm 1987, khu bảo tồn này có diện tích 18872,5 km² và là một phần của Di sản thế giới Cao nguyên Putorana được UNESCO công nhận từ tháng 8 năm 2010.

## Vị trí và địa lý
Khu bảo tồn này nằm ở trung tâm của Cao nguyên Putorana, phía tây bắc cao nguyên Trung Sibiria. Tại đây chứa hệ sinh thái cận vùng Cực và Bắc Cực hoàn chỉnh trong một khu vực núi bị cô lập. Nơi đây là sự kết hợp của các khối núi cao bằng phẳng bị chia cắt bởi các hẻm núi sâu rộng. Nó được hình thành từ 250 triệu năm trước bởi một quá trình gọi là núi lửa chùm, trong đó một khối magma khổng lồ đẩy lên trên bề mặt từ độ sâu 1.800 dặm (2.897 km) bên trong Trái Đất. Các sông băng sau đó đã mở rộng các hẻm núi tạo thành các hẻm núi sông và hồ hẹp như ngày nay. Những hồ nước giống như các vịnh hẹp có chiều dài lên đến 100–150 km và sâu 400 mét, được coi là hồ lớn nhất ở Siberia ngoài Baikal và Teletskoye. Một đặc điểm khác của khu vực cao nguyên này là vô số các thác nước, trong đó có thác nước ở hẻm núi sông Kanda là thác nước cao nhất tại Nga với 108 mét. Khu bảo tồn là một trong số những nơi giàu có nhất về sự đa dạng của các loài thực vật ở Bắc Cực.

## Động thực vật
Khu bảo tồn bao gồm những cánh rừng taiga nguyên sinh, rừng lãnh nguyên và hoang mạc lạnh Bắc Cực cùng các sông và hồ băng hoàn toàn chưa bị tác động của con người. Phần lớn diện tích được bao phủ bởi những cánh rừng taiga trong khi đi về phía bắc là những cánh rừng thưa và lãnh nguyên núi cao. Có tổng cộng 400 loài thực vật được tìm thấy tại đây, trong đó có nhiều loài quý hiếm và đặc hữu chỉ có tại khu vực này.
Về động vật, khu bảo tồn có tổng cộng 34 loài động vật có vú trong đó có loài Cừu tuyết Putorana (Ovis nivicola borealis) quý hiếm. Các tuyến đường di cư của Tuần lộc băng qua khu bảo tồn. Ngoài ra, nơi đây cũng ghi nhận có 140 loài chim.